# Pastor-maremano-abruzês
Pastor-maremano-abruzês[a][b] (em italiano:  Cane da Pastore Maremmano-Abruzzese) é uma raça de cães oriunda da região de Maremma e Abruzos na Itália. É uma raça classificada como cão guardião de gado.
Seus antepassados protegeram ovelhas e cabras contra lobos e outros predadores por muitos séculos. Ainda hoje, algumas linhagens de trabalho são úteis na função original, sendo inclusive utilizadas mais recentemente nas Américas, como nos Estados Unidos e Brasil, para proteger rebanhos ovinos e bovinos.
Hoje a raça divide-se entre linhagens mais voltadas ao trabalho, e linhagens mais voltadas à beleza e companhia.

## Origem

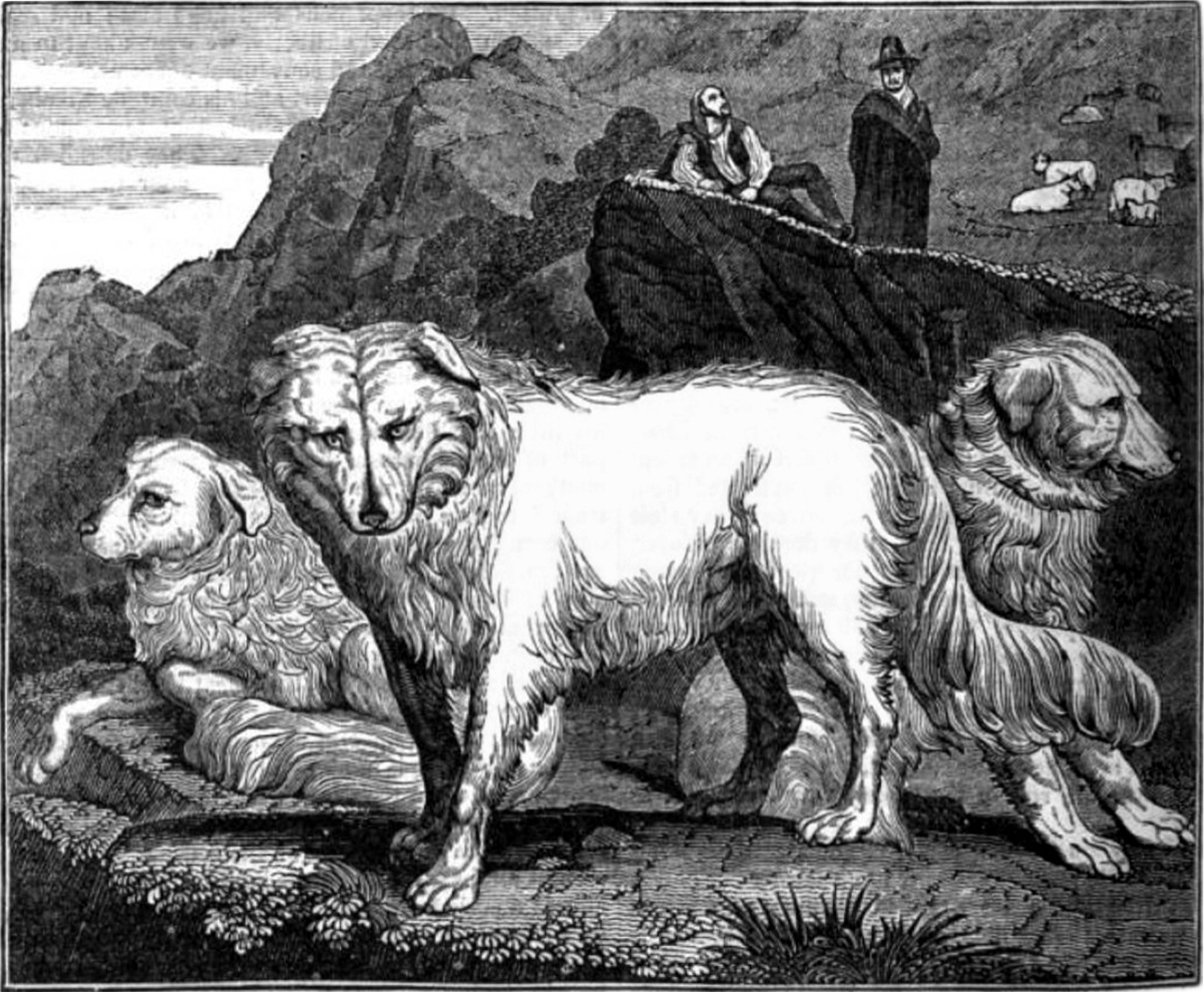
Ilustração "Cães-de-lobo do povo Abruzês", de 1833

Raça desenvolvida na Itália desde a era romana, seus ancestrais foram citados por Columela em seu tratado De Re Rustica do século I, sendo descritos como renomados guardiões de rebanhos, preferidos na cor branca para se destacarem no escuro.
Os primeiros quatro exemplares da raça moderna foram registrados pelo kennel clube italiano em 1898. O primeiro padrão da raça foi publicado em 1928. Em 1940 haviam 17 cães registrados.

Até meados do século XX existiam duas variedades separadas, a variedade de Maremma e a de Abruzos, consideradas na época como duas raças diferentes. Só em 1958 o clube italiano uniu as duas variedades como uma única raça.

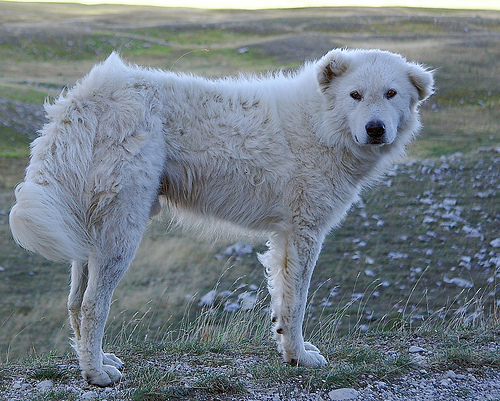
Cão de linhagem rústica

Suas linhagens mais primitivas ainda são comumente empregadas como guardiãs de rebanhos. A função de guardião difere do pastoreio onde o cão pastor apenas conduz o rebanho, e o guardião protege contra predadores mas não conduz.
Após a Segunda Guerra Mundial a raça foi difundida dentro e fora da Itália, sendo mais recentemente considerada como cão de exposição e companhia.

## Características
Fisicamente é um canino de grande porte e de aspecto rústico, de tronco mais longo que a altura na cernelha. Sua pelagem densa é tipicamente branca ou marfim. Segundo o padrão da raça, os machos medem de 65 a 73 cm de altura na cernelha e pesam entre 35 e 45 Kg. Já as fêmeas tem entre 60 e 68 cm de altura na cernelha e pesam entre 30 e 40 Kg.